# Розенштейн Яків Абрамович
Розенштейн Яків Абрамович (рос. Розенштейн Яков Абрамович; 1887—1946)  — російський і радянський український віолончеліст, диригент, педагог. Заслужений артист УРСР, професор.

## Біографічні відомості
У 1907—1912 рр. навчався в Санкт-Петербурзької консерваторії по класу віолончелі у професора Е. Ф. Гербека.
До лютого 1917 року грав на віолончелі у придворному оркестрі Імператорського Маріїнського театру.
Під час Громадянської війни переїхав до Катеринодара, де півтора роки виконував обов'язки директора новоствореної консерваторії.
У 1923 році переїхав до Харкова, де служив віолончелістом в оркестрі державної опери (нині — Харківський національний академічний театр опери та балету імені Миколи Лисенка). Згодом став диригентом цього театру. У 1926—1927 роках створив Харківський філармонічний оркестр.
Перший диригент Симфонічного оркестру Українського радіо, створеного у Харкові у 1929 році. У 1932 році його змінив на цій посаді Герман Адлер.
У 1925 року став деканом інструментального факультету Харківських державних вищих музично-драматичних курсів, а з 1926 року став завідувачем курсів. Його дружина, Віра Вікторівна Марачек-Розенштейн, викладала там же на фортепіанному відділенні.
З вересня 1927 року Яків Розенштейн почав викладати в Харківському музично-драматичному інституті (нині — Харківський національний університет мистецтв імені Івана Котляревського) — професор класу віолончелі, камерного ансамблю, оркестрового класу, техніки диригування; з 1929 року — проректор з навчальної частини цього інституту.
За 8 років педагогічної роботи в Харкові підготував таких фахівців, як: П. Я. Баленко, М. П. Будянський, І. І. Вимер, Ф. М. Долгова, К. Л. Дорошенко, Д. Л. Клебанов, Б. Т. Кожевников, В. М. Нахабін, В. С. Тольба та інші.
У 1934 році переїхав до Києва, куди перемістилася столиця України. У 1935—1941 і 1944—1946 рр. Я. А. Розенштейн — диригент Київського академічного театру опери та балету УРСР ім. Т. Г. Шевченка.
Під його керівництвом відбулися перші виконання численних оркестрових творів тогочасних молодих композиторів, зокрема Костянтина Данькевича («Лілея» 1940) та інші.
Під час німецько-радянської війни театральну трупу евакуювали ди Уфи. У 1942 році на базі харківського та київського театрів в Іркутську був створений об'єднаний Державний український театр опери і балету на чолі з режисером М. В. Смоличем, в якому диригував Яків Розенштейн.
У 1944 році повернувся до звільненого Києва, де продовжив працювати в Київському оперному театрі.
Екстремальні побутові умови і інтенсивна робота в театрі виснажили організм митця. Він помер у 1946 у віці 59 років, похований на Байковому кладовищі в Києві.